# Ossínovka (Komi)
|  | Per a altres significats, vegeu «Ossinovka». |

Ossínovka (en rus: Осиновка) és un poble de la República de Komi, a Rússia, segons el cens del 2010 tenia 3 habitants.